# Leszko
Leszko (bułg. Лешко) – wieś w Bułgarii, w obwodzie Błagojewgrad, w gminie Błagojewgrad. Według danych szacunkowych Ujednoliconego Systemu Ewidencji Ludności oraz Usług Administracyjnych dla Ludności, 15 grudnia 2018 roku miejscowość liczyła 212 mieszkańców.

## Osoby związane z miejscowością
- Janczo Chajdukow (1882–1923) – bułgarski polityk
- Nikoła Chajdukow – bułgarski polityk
- Stefka Filipowa (1922–1944) – bułgarska partyzantka
- Iwan Karadżow (1875–1934) – bułgarski rewolucjonista
- Aleksandyr Kitanow (1881–1906) – bułgarski rewolucjonista
- Petyr Kitanow (1875–1912) – bułgarski rewolucjonista
- Anton Popstoiłow (1869–1928) – bułgarski etnolog
- Christo Popstoiłow (1879–1908) – bułgarski językoznawca i folklorysta